# Steve Tshwete
Steve Tshwete es un municipio local sudafricano situado en el distrito de Nkangala, en la provincia de Mpumalanga.

## Superficie
Steve Tshwete tiene una superficie de 3977 km².

## Demografía
En 2022, tenía 242 031 habitantes, una densidad poblacional de 60,87 hab./km², y 80 052 viviendas.